# Anna de Noailles
Anna Elisabeth, grevinna Mathieu de Noailles, född prinsessa Anna Elisabeth Bibesco-Bassaraba de Brancovan 1876 i Paris, död 1933, var en fransk grevinna, poet och författare.
Anna de Noailles gifte sig 1897 med greve Mathieu de Noailles och debuterade 1901 med poesihäftet Le coeur innombrable. Hon utgav därefter fyra diktsamlingar och tre brett anlagda prosapoem i romanform, däribland Le visage émerveillé (1904, Det förundrade ansiktet). Hennes självbiografi Le livre de ma vie utkom 1931.
Huvudtemat i både de Noailles diktning och prosa är kärleken.

## Eftermäle
Asteroiden 10784 Noailles är uppkallad efter henne.